# Мохама

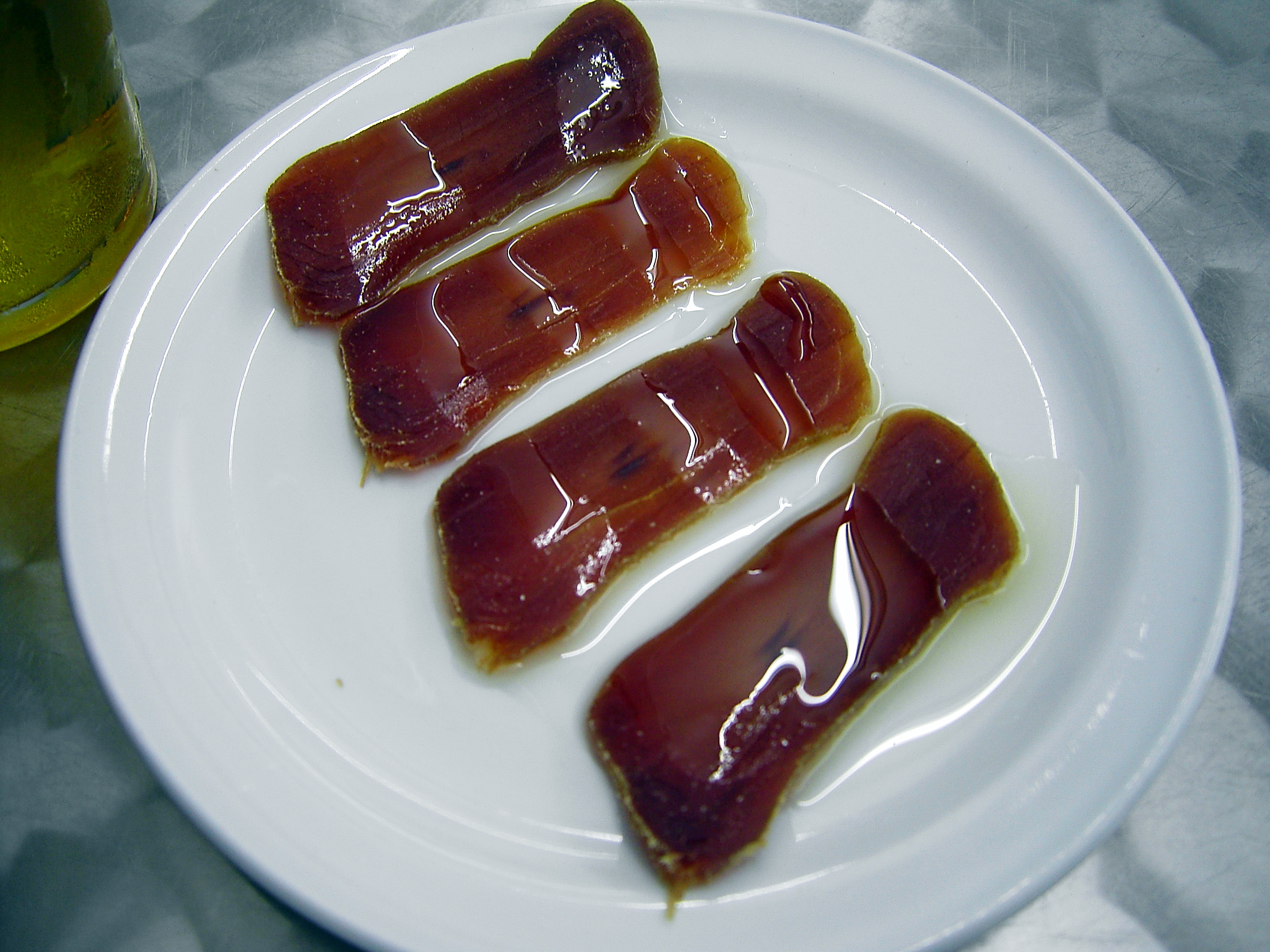
Мохама в оливковом масле

Моха́ма (исп. mojama) — испанский деликатес, филе вяленого в соли тунца. Название блюда происходит из араб. مُشَمَّع‎ («вощёный»), но саму мохаму придумали финикийцы из Гадира, ныне Кадиса. Филе тунца выдерживается в соли два дня, затем соль удаляют, рыбу промывают и выкладывают сушиться на солнце и свежем воздухе на 15-20 дней. Мохама бывает трёх сортов: филе, первого сорта и экстра.
Мохаму обычно подают порезанной на тонкие кусочки толщиной 2—3 мм под оливковым маслом и порезанными помидорами или миндалём к светлому пиву или белому вину. В Мадриде пользуются успехом тапасы с мохамой, которые подают к пиву вместе с оливками.